# Смешанный лес с преобладанием дуба
Смешанный лес с преобладанием дуба — памятник природы регионального (областного) значения Московской области, который включает ценные в экологическом, научном и эстетическом отношении природные комплексы, а также природные объекты, нуждающиеся в особой охране для сохранения их естественного состояния:
- участки лесов, особо ценные по своим характеристикам;
- места произрастания и обитания редких и исчезающих видов растений, лишайников и животных, занесенных в Красную книгу Московской области.

Памятник природы основан в 1988 году. Местонахождение: Московская область, Можайский городской округ, сельское поселение Порецкое, 0,6 км на юго-восток от деревни Ульяново. Площадь памятника природы составляет 118,11 га. Памятник природы включает квартал 1 Дровнинского участкового лесничества Бородинского лесничества.

## Описание
Памятник природы располагается в восточной оконечности Смоленской возвышенности в зоне распространения холмистых, волнистых и плоских свежих и влажных моренных равнин. Абсолютные отметки территории изменяются от 246 м над уровнем моря (в юго-восточной оконечности памятника природы) до 260 м над уровнем моря (вершина холма в центральной части памятника природы). Кровля дочетвертичных пород местности представлена известняками и доломитами каширского горизонта среднего карбона.
Памятник природы включает участок слабоволнистой моренной равнины, осложненной чередующимися слабовыпуклыми холмами, ложбинами и западинами и прорезаемой в юго-восточной части территории эрозионными формами. Поверхности моренной равнины сложены галечно-валунно-суглинистыми отложениями московской морены, перекрытыми покровными суглинками. Чередование невысоких холмов со слабовыраженными в рельефе сырыми ложбинами и западинами образует перепад высот на равнине около 5 м. Уклоны поверхностей равнины составляют 1—5°. Ширина днищ ложбин и западин составляет 30—60 м. На переувлажненных участках в днищах отмечаются растительные кочки и искори.
Вдоль восточной границы памятника природы протянулась серия линейных отрицательных форм рельефа (в том числе антропогенных), приуроченных к ложбине стока. В пределах ложбины отмечаются эрозионные борозды и рытвины, проложены канавы, глубина которых достигает 0,5—1,5 м. В этой части памятника природы отмечаются также копани, ямы, воронки глубиной до 1 м, навалы грунта высотой до 1—1,5 м.
Гидрологический сток территории направлен в правые притоки реки Москвы, соответственно, второго и первого порядков — реки Хомутовка (в юго-восточной части памятника природы) и Чернушка (в северо-западной части памятника природы). В пределах эрозионных форм и канав, проложенных вдоль западной и восточной границ территории, отмечаются временные водотоки.
Почвенный покров территории памятника природы представлен преимущественно сформировавшимися на суглинистых отложениях дерново-подзолистыми почвами на возвышенных участках равнины и дерново-подзолисто-глеевыми по понижениям.

### Флора и растительность
На территории памятника природы встречаются дубово-еловые лещиновые кислично-папоротниково-широкотравные леса с заболоченными прогалинами и вкраплениями сырых старых осинников.
Дубово-еловые лещиновые кислично-папоротниково-широкотравные леса преобладают по площади. В этих лесах наряду со старыми елями, осинами и березами встречаются дубы с диаметром стволов от 40—45 и до 60—90 (100) см. Диаметр стволов елей и берез в среднем — 40—45 см, но есть и более крупные старые деревья до 65 см в диаметре. Кустарниковый ярус состоит в основном из лещины и жимолости, изредка встречается волчеягодник обыкновенный, или волчье лыко (редкий и уязвимый вид, не включенный в Красную книгу Московской области, но нуждающийся на её территории в регулярном контроле и наблюдении). Лещина в этих лесах имеет значительный возраст. В травяном покрове преобладают виды дубравного широкотравья — осока волосистая, сныть обыкновенная, чина весенняя, копытень европейский, зеленчук жёлтый, а также папоротники — щитовники мужской и картузианский, кочедыжник женский, реже — голокучник Линнея и щитовник распростёртый. В травостое дубово-еловых лесов местами участвует борец северный, по сыроватым участкам обильны хвощ лесной, осока лесная и бодяк разнолистный. В тенистых лесах встречаются также подмаренник трехцветковый, фиалка теневая, голокучник Линнея, фегоптерис связывающий.
В этих лесах обычен подлесник европейский, по опушкам и сыроватым полянам встречаются мякотница однолистная и ладьян трехраздельный — все три вида занесены в Красную книгу Московской области.
Производные типы сообществ представлены березово-осиновыми, березовыми и осиновыми лещиновыми папоротниково-широкотравными и волосистоосоковыми лесами с единичными елями и дубами во втором ярусе и подросте и занимают значительную площадь.
На самых высоких участках в памятнике природы представлены небольшие по площади хвойно-широколиственные и березово-липовые леса с елью, липой, дубом, кленом и березой лещиновые широкотравные с калиной, снытью, чиной весенней, осокой волосистой, копытнем, борцом северным, пролесником многолетним, коротконожкой лесной, медуницей неясной, лютиком кашубским.
Еловые и березово-еловые высокоствольные субнеморальные кислично-зеленомошные леса с таёжными и дубравными элементами отличаются обилием кислицы, присутствием черники (пятнами), мицелиса стенного, ожики волосистой, осоки пальчатой, майника двулистного, седмичника европейского, грушанки круглолистной, ортилии однобокой, брусники и зеленых таёжных мхов. Дубравные виды (осока волосистая, зеленчук, копытень, звездчатка жестколистная) растут пятнами, есть мертвопокровные участки, а дуб и клен отмечен только в подросте. Изредка в древостое участвует клен (не выше второго яруса) или старые сосны.
В дубово-еловых и березово-еловых лесах памятника природы имеются участки с посадками ели, в том числе лесокультурами под пологом старых лесов. На таких участках травяной покров разрежен.
В сырых лесах памятника древостой образован осиной, березой, ивой козьей, единичной елью, местами — ольхой серой. В кустарниковом ярусе доминируют ива пепельная и крушина ломкая, а в травном — вейник сероватый, кочедыжник женский, щучка дернистая, хвощи луговой или лесной, лютик ползучий, живучка ползучая, встречаются скерда болотная, сивец луговой, вербейник обыкновенный, гравилат речной, василистник водосборолистный, медуница неясная. По сырым прогалинам в этих лесах и на лесных опушках нередки пальчатокоренник Фукса, любка двулистная и купальница европейская (уязвимые редкие виды, не включенные в Красную книгу Московской области, но нуждающиеся на её территории в регулярном контроле и наблюдении).
Сырые осиновые леса с участием ели во втором ярусе и единичными березами вкраплены по понижениям среди дубово-еловых и субнеморальных еловых и их производных. В этих лесах обычна крушина ломкая, в травяном покрове преобладают влаголюбивые виды: живучка ползучая, щучка дернистая, кочедыжник женский, дудник лесной, вербейник обыкновенный, бодяк разнолистный, хвощи луговой и лесной, гирча тминолистная, часто встречается костяника.
Заболоченные понижения на лесных полянах и прогалинах в осиновых и елово-березово-осиновых лесах отличаются присутствием ивы пепельной (группами), подроста березы, доминированием вейника сероватого, осоки пузырчатой и таволги вязолистной, довольно много паслёна сладко-горького, хвоща лесного и лютика ползучего, местами — камыша лесного, сабельника болотного и ситника развесистого, реже — тростника южного и осоки дернистой. По краю полян растут ели и старые осины, на стволах которых встречаются редкие виды мхов и лишайников, занесенные в Красную книгу Москвовской области, — некера перистая, анаптихия реснитчатая (на высоте 3—10 м), рамалина опыленная. Нижние части стволов осин густо одеты эпифитными зелеными мхами и пельтигерой собачьей. На ветвях елей по краю некоторых прогалин отмечены уснея жестковолосатая и уснея нитчатая, или густобородая (занесены в Красную книгу Московской области) и бриория волосовидная.
В заболоченной эрозионной форме с водой по восточной окраине лесного квартала растут ольха серая, группы ивы пепельной, манник плавающий, омежник водный, камыш озерный, осока сближенная, подмаренник болотный и турча болотная (занесена в Красную книгу Московской области).
На сырых влажнотравно-щучковых лугах с валерианой, лапчаткой прямостоячей, осокой мохнатой, буквицей лекарственной, полевицей тонкой, гирчой тминолистной по опушке встречается пальчатокоренник балтийский (занесен в Красную книгу Российской Федерации и Красную книгу Московской области), а в сырой канаве вдоль дороги с ольхой серой и ивой козьей — дремлик болотный (занесен в Красную книгу Московской области).

### Фауна
Животный мир памятника природы отличается хорошей сохранностью и репрезентативностью для природных сообществ запада Московской области. На территории памятника природы зафиксировано 54 вида позвоночных животных, относящихся к 14 отрядам трех классов, в том числе три вида амфибий, 34 вида птиц и 17 видов млекопитающих.
Ввиду небольшого размера и непостоянства водоемов памятника природы ихтиофауна на его территории отсутствует.
Основу фаунистического комплекса наземных позвоночных животных составляют виды, характерные для хвойных и смешанных лесов Нечернозёмного центра России. Доминируют виды, экологически связанные с древесно-кустарниковой растительностью.
На территории памятника природы выделяются три основных ассоциации фауны (зооформации): хвойных лесов, лиственных лесов и лугово-опушечных местообитаний.
Лесная зооформация хвойных лесов, привязанная в своем распространении на территории памятника природы к еловым, сосново-еловым и хвойно-мелколиственным лесам разных типов, и занимает преобладающую её часть. Основу населения хвойных лесов составляют серая жаба, белобровик, рябчик, желна, сойка, ворон, буроголовая гаичка, обыкновенная бурозубка, лесная куница, рыжая полевка, белка. Именно в старых еловых лесах территории памятника природы регулярно встречается кедровка — вид, занесенный в Красную книгу Московской области.
На участках лиственных и смешанных лесов территории памятника природы преобладают выходцы из европейских широколиственных лесов: зарянка, чёрный дрозд, рябинник, иволга, вяхирь, обыкновенная кукушка, пеночка-трещотка, славка-черноголовка, обыкновенный соловей, мухоловка-пеструшка, лесная мышь.
Во всех типах лесов памятника природы встречаются зяблик, обыкновенный поползень, обыкновенная пищуха, большой пестрый дятел, вальдшнеп, певчий дрозд, пеночка-весничка, пеночка-теньковка, большая синица, лазоревка, длиннохвостая синица, обыкновенный еж, енотовидная собака и заяц-беляк.
Зооформация лугово-опушечных местообитаний связана в своем распространении с лесными полянами и опушками памятника природы и представлена следующими видами: канюк, тетеревятник, перепелятник, лесной конек, сорока, обыкновенный крот, чёрный хорь и темная полевка.
В долинах лесных ручьев и на небольших лесных болотцах довольно многочисленны травяная и остромордая лягушки. Среди млекопитающих здесь отмечается водяная полевка.
Во всех типах местообитаний памятника природы встречаются горностай, ласка, лось, кабан, обыкновенная лисица. Также в разнообразных типах местообитаний памятника природы встречается бурый медведь, занесенный в Красную книгу Московской области.

## Объекты особой охраны памятника природы
Охраняемые экосистемы: дубово-еловые лещиновые кислично-папоротниково-широкотравные леса с участками елово-дубово-липовых и еловых субнеморальных с таёжными и дубравными видами; сырые осинники влажнотравные с заболоченными прогалинами и ивняковыми осоково-серовейниковыми болотами; низинные сырые луга с кустарниковыми ивами по лесным опушкам.
Места произрастания и обитания охраняемых в Московской области, а также иных редких и уязвимых видов растений, лишайников и животных, зафиксированных на территории памятника природы, перечисленных ниже.
Охраняемые в Московской области, а также иные редкие и уязвимые виды растений:
- виды, занесенные в Красную книгу России и в Красную книгу Московской области: пальчатокоренник балтийский, или длиннолистный;
- виды, занесенные в Красную книгу Московской области: подлесник европейский, мякотница однолистная, турча болотная, дремлик болотный, ладьян трехраздельный, некера перистая;
- виды, являющиеся редкими и уязвимыми таксонами, не включенными в Красную книгу Московской области, но нуждающиеся на территории области в постоянном контроле и наблюдении: пальчатокоренник Фукса, любка двулистная, купальница европейская, волчеягодник обыкновенный, или волчье лыко.

Охраняемые в Московской области, а также иные редкие и уязвимые виды лишайников:
- виды, занесенные в Красную книгу Московской области: анаптихия реснитчатая, рамалина опыленная, уснея жестковолосатая, уснея нитчатая, или густобородая;
- иные редкие виды лишайников — бриория волосовидная.

Охраняемые в Московской области, а также иные редкие и уязвимые виды животных (виды, занесенные в Красную книгу Московской области): серый журавль, кедровка и бурый медведь.